# Мусона, Ноуледж
Ноуледж Мусона (англ. Knowledge Musona; род. 21 июня 1990 года) — зимбабвийский футболист, нападающий клуба «Аль-Таи»

## Личная жизнь
Ноуледж «Улыбчивый Убийца» Мусона окончил школу лорда Малверна в Хараре. Его младший брат Уолтер Мусона, так же, как и брат, является профессиональным футболистом.

## Клубная карьера

### Ранняя карьера
Мусона начал играть за Кайзер Чифс в 2009, не появившись в футбольной лиге своей страны.
Несмотря на то, что в сезоне 2009/2010 он редко выходил на поле, он сумел забить несколько важных голов. В июле 2010 он получил награду Новичок года ПЛЮАР.
Сезон 2010/2011 стал для Ноуледжа прорывом — он смог забить 15 голов в 28 матчах, тем самым заинтересовав таки европейские клубы, как немецкий Хоффенхайм, сербский Партизан и шотландский Селтик.

### Хоффенхаймский период
28 июля 2011 Ноуледж подписал контракт с Хоффенхаймом. Он дебютировал в матче против Фрайбурга, в котором команда Мусоны одержала победу со счётом
3-1.
18 мая 2012 было объявлено о том, что Ноуледж отправляется в аренду в Аугсбург. Там он провёл один сезон, выйдя на поле в 14 матчах, но ни разу не забив гол.
В июле 2013 футболист покинул Германию и вернулся в свой первый клуб «Кайзер Чифс» на правах аренды. В Южной Африке он провёл один сезон, вышел на поле в 19 матчах и 8 раз отличился голом в ворота соперника.

### Карьера в Бельгии
18 декабря 2014 Мусона подписал 2,5-годичный контракт с футбольным клубом Остенде.